# Herzog-Johann-Hospital (Hadersleben)

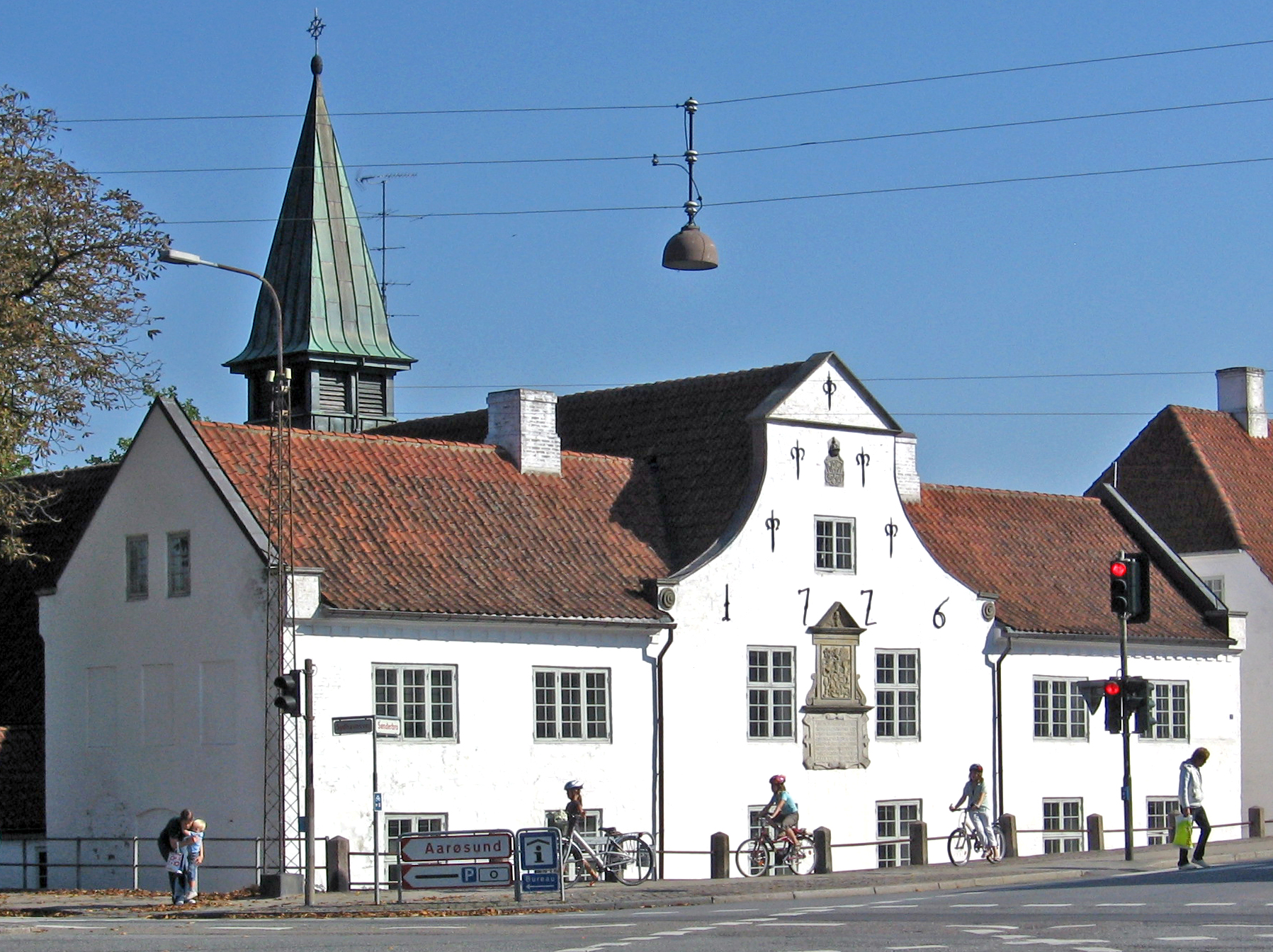
Das Hospital von Nordwesten

Das Herzog-Johann-Hospital (dänisch Hertug Hans Hospitalet) ist eine nachreformatorische Stiftung in der nordschleswigschen Stadt Hadersleben. Es liegt unmittelbar südlich der Altstadt außerhalb des Mühlentors. Entstanden ist es 1569, als der damalige Landesherr Herzog Johann der Ältere das Vermögen mehrerer mittelalterlicher Stiftungen zusammenlegte. Die Hospitalkirche ist heute evangelische Pfarrkirche für den südlichen Stadtteil.

## Geschichte
Die Geschichte der Haderslebener Klöster ist wenig bekannt, doch gab es ein Franziskanerkloster und einen Jürgenshof für Aussätzige vor der Stadt. 1569 gründete der Herzog das neue Hospital, in dem Bedürftige aus der Stadt versorgt werden sollten. Neben dem Vermögen der Vorgängerstiftungen erhielt dieses auch Besitzungen des aufgelösten Kollegiatkapitels an der Marienkirche der Stadt. Dazu gehörten auch Ländereien und einige Höfe im Haderslebener Umland. Bürgermeister, Amtmann und Propst fungierten als Vorstand.
Gleich nach der Stiftung wurde das neue Gebäude südlich der Stadt errichtet. 1726 wurde dieses umgebaut. An den Stifter erinnern Wappen und folgende Tafel an der Westfassade:
ANNO 1569 HAT DER
DURCHLEVCHTIGER
HOCHGEBORN FVRST VND
HERR, HER IOHANS, ERBE
ZV NORWEGEN, HERZOG ZV
SCHLESWIG HOLSTEIN,
DEM ALMECHTIGEN ZV
EHRN VND DEN ARMEN ZV
GNAD VND GVTEM DIESES
HOSPITAL VON NEWEN
GESTIFTTET VND ERBAWET
Die Kirche macht heute den Ostflügel des Gebäudes aus. Seit 1969 hat sie wieder einen Dachreiter als Glockenträger. Bis 2006 wurden Kirche und Hospital umfassend renoviert. Die Kirche dient heute als Annexkirche zur Marienkirche und ist Pfarrkirche für das südliche Kirchspiel. Die Nebenbauten dienen jetzt der Gemeinde, nachdem 1989 die letzten Bewohner ausgezogen sind. Nur das südliche Verwaltergebäude ist bewohnt. 
Durch die in den 1950er Jahren angelegte Hauptverkehrsstraße ist das Hospital optisch von der Altstadt jenseits des Mühlenstroms abgeschnitten. Die Tieferlegung des Gebäudes ist allerdings eine Folge der 1898 hier angelegten Strecke der Haderslebener Kreisbahn, welche bis 1939 an der Strecke nach Toftlund den Bahnhof Hadersleben-Süderbrücke betrieb.

## Bildergalerie

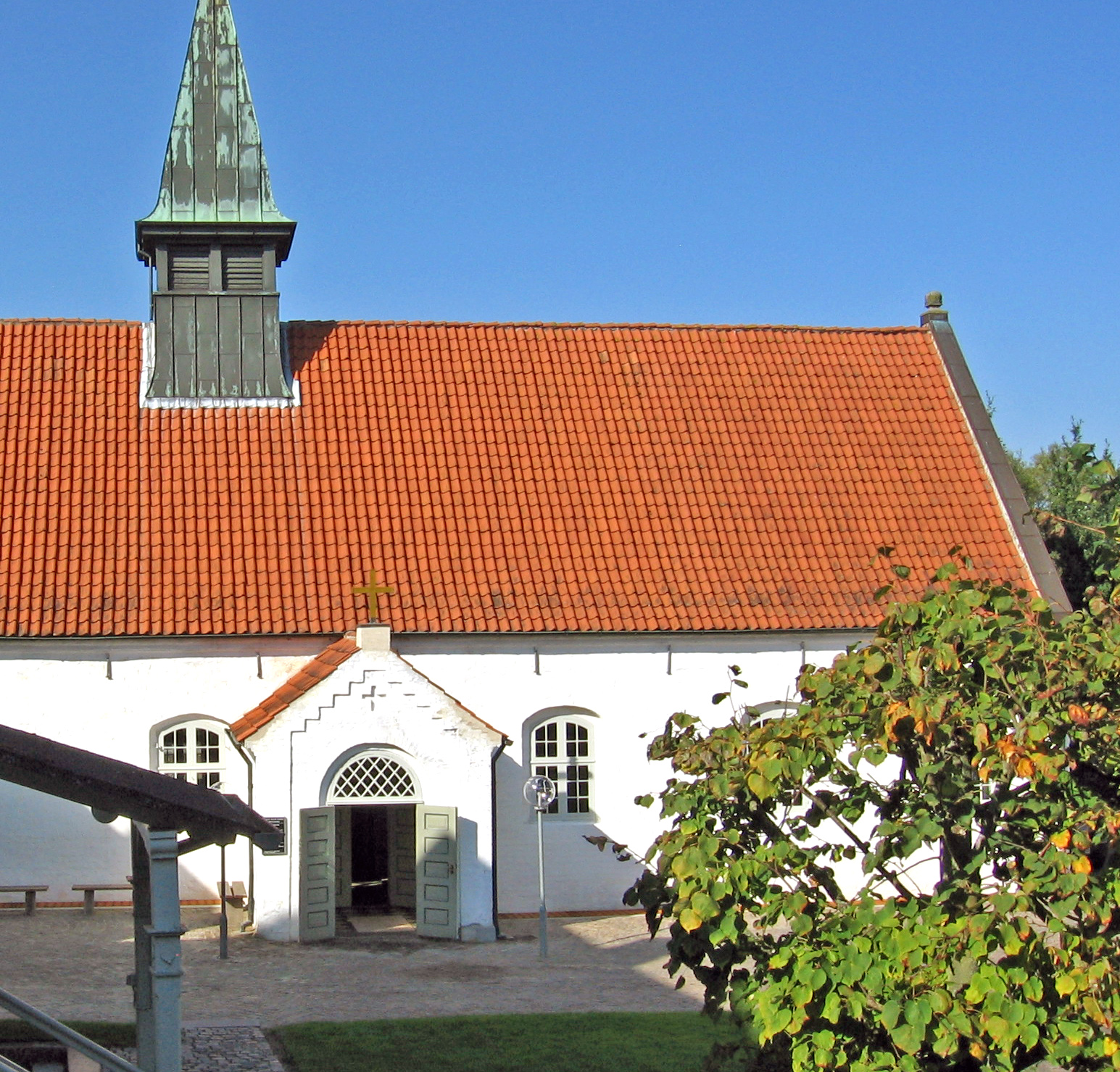
Kirchenflügel von Süden
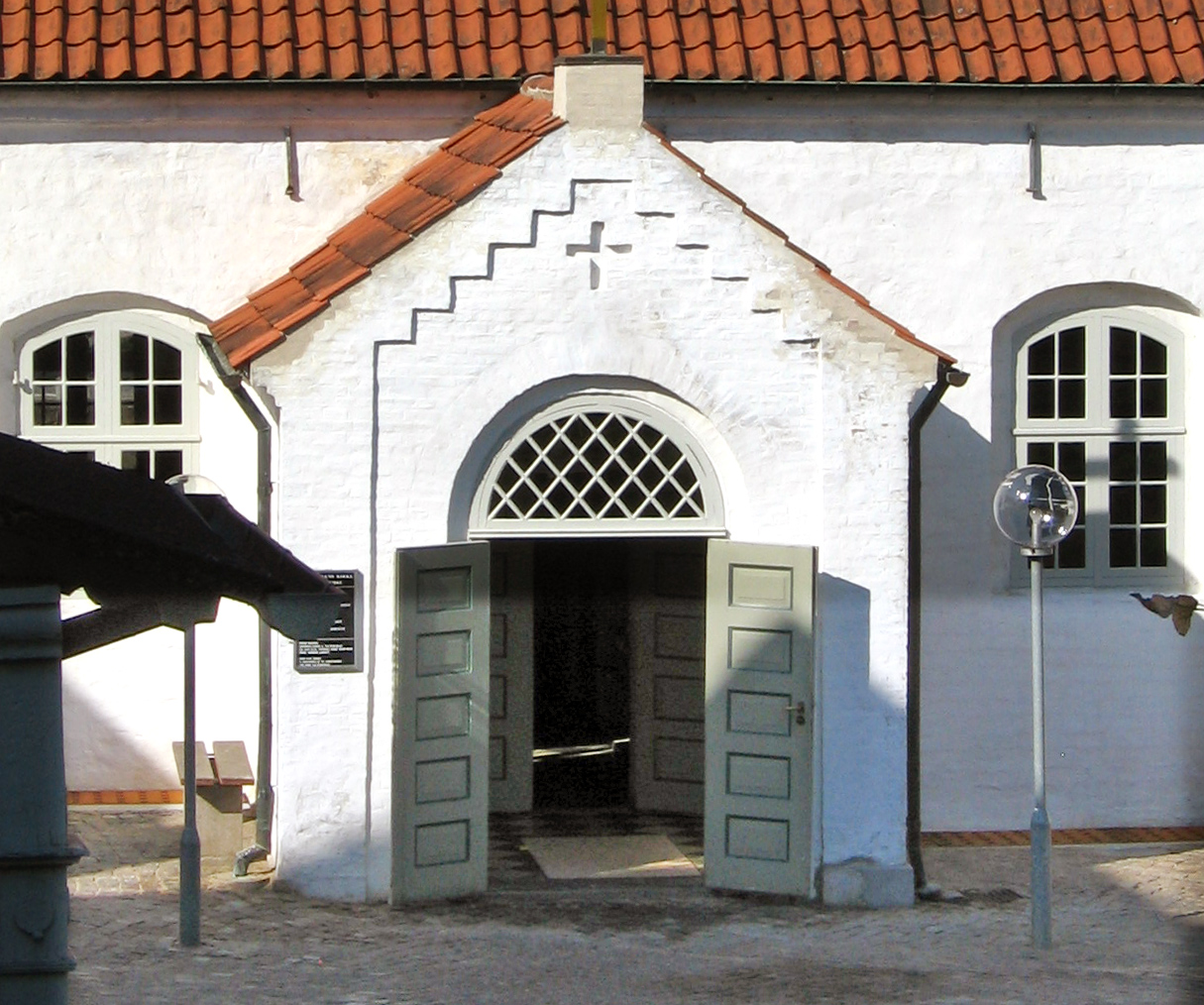
Eingangsportal zur Kirche
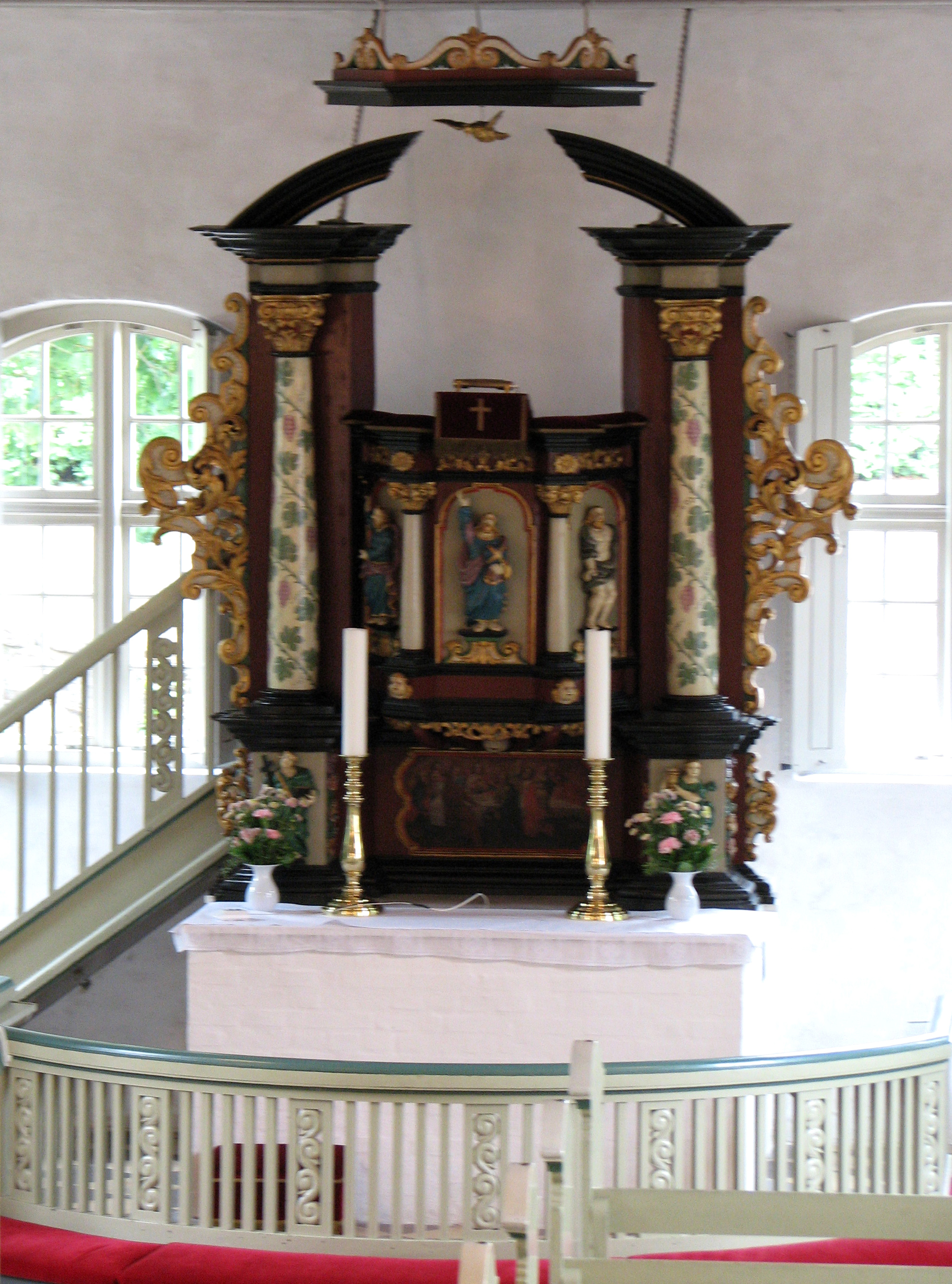
Altar mit Kanzel
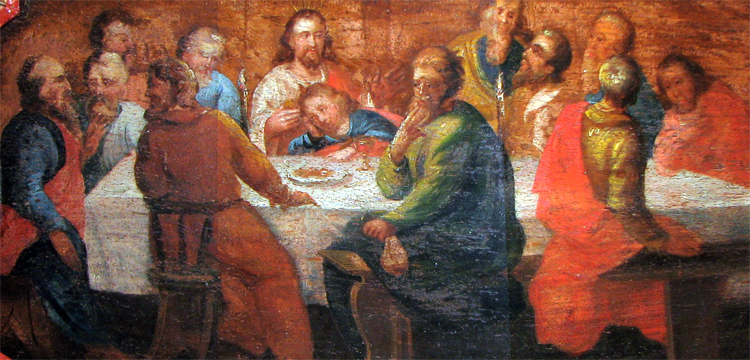
Gemälde über dem Altar

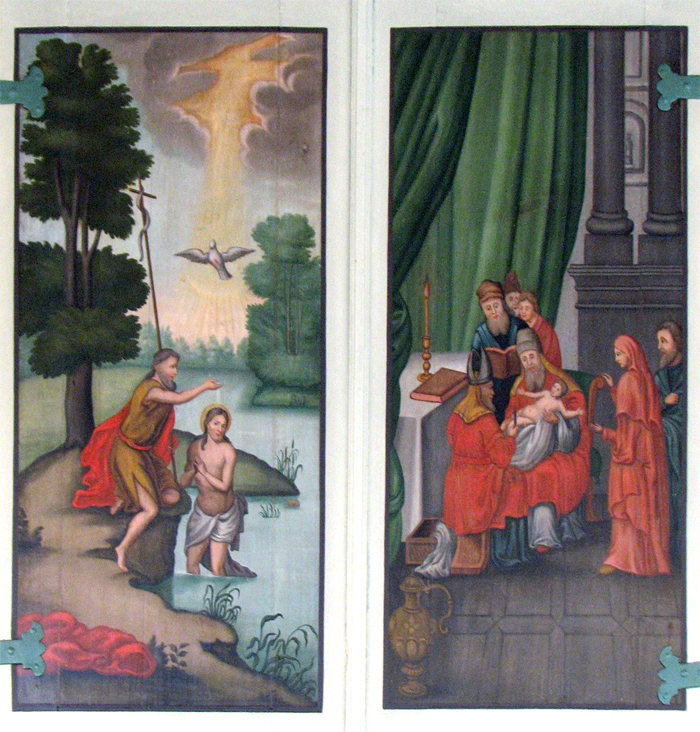
Schrank in der Taufstube
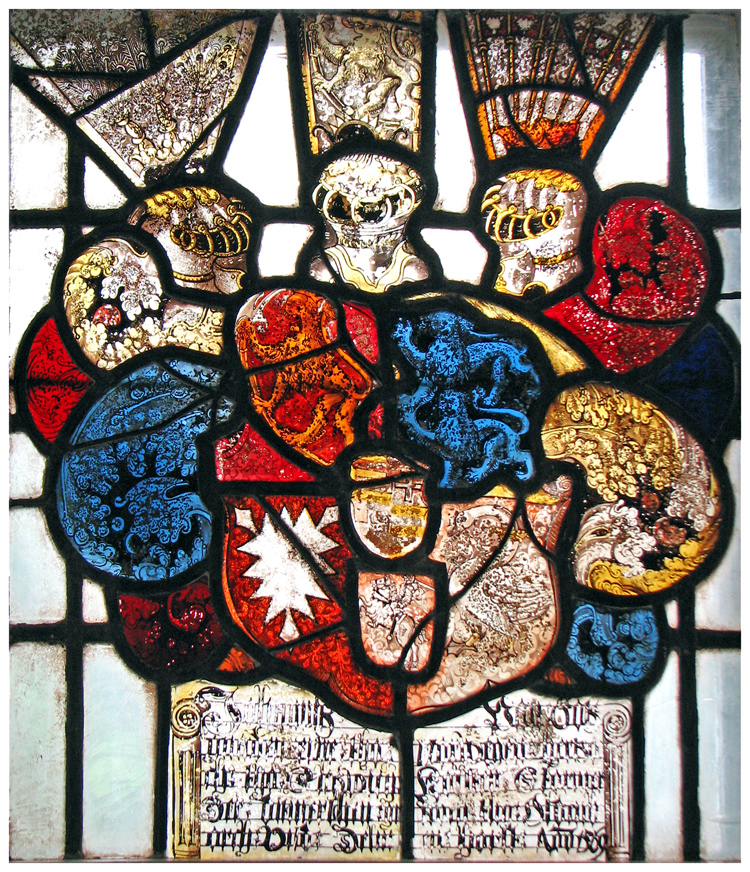
Wappen Herzog Johann in einem Südfenster
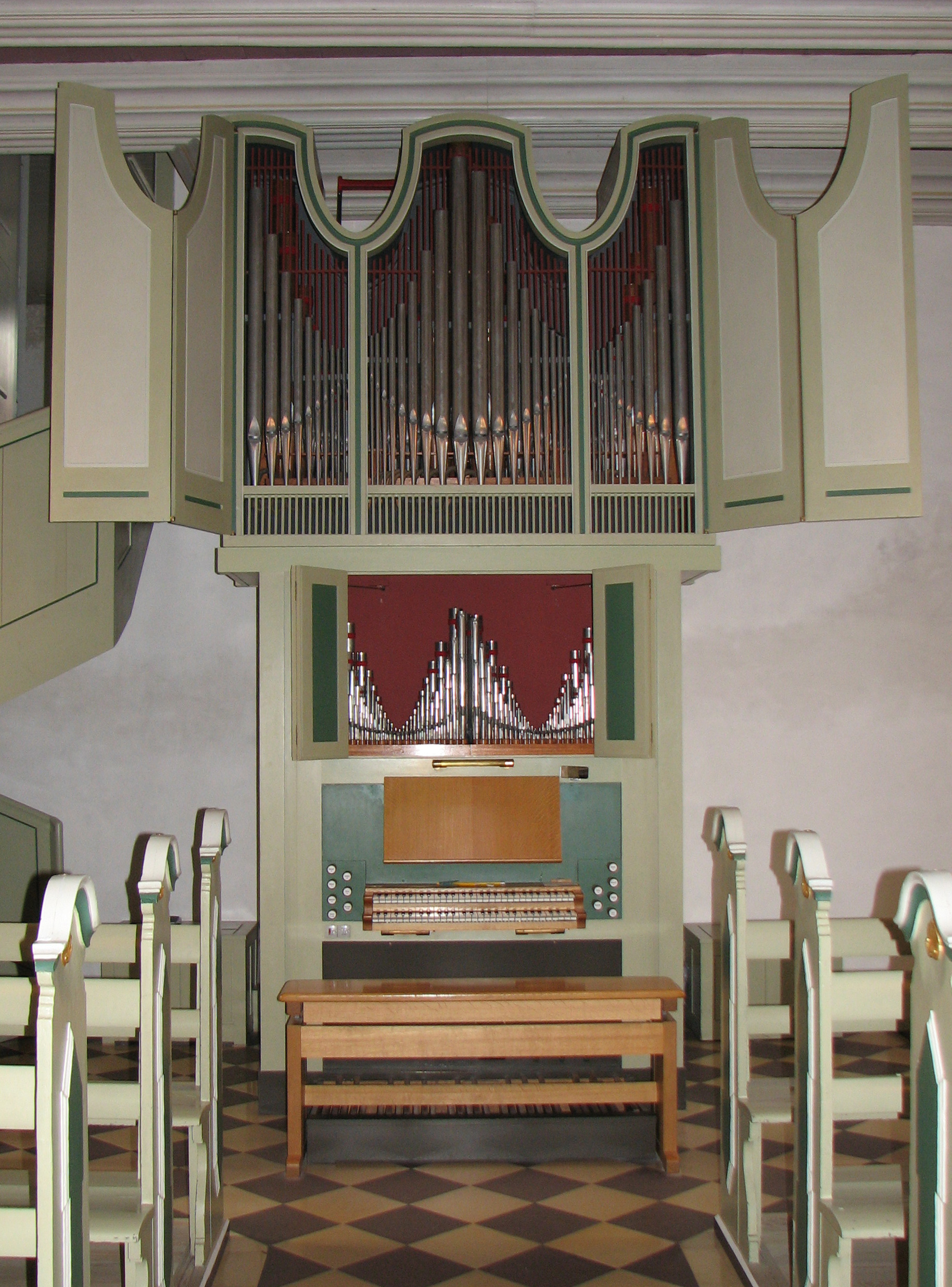
Die Orgel
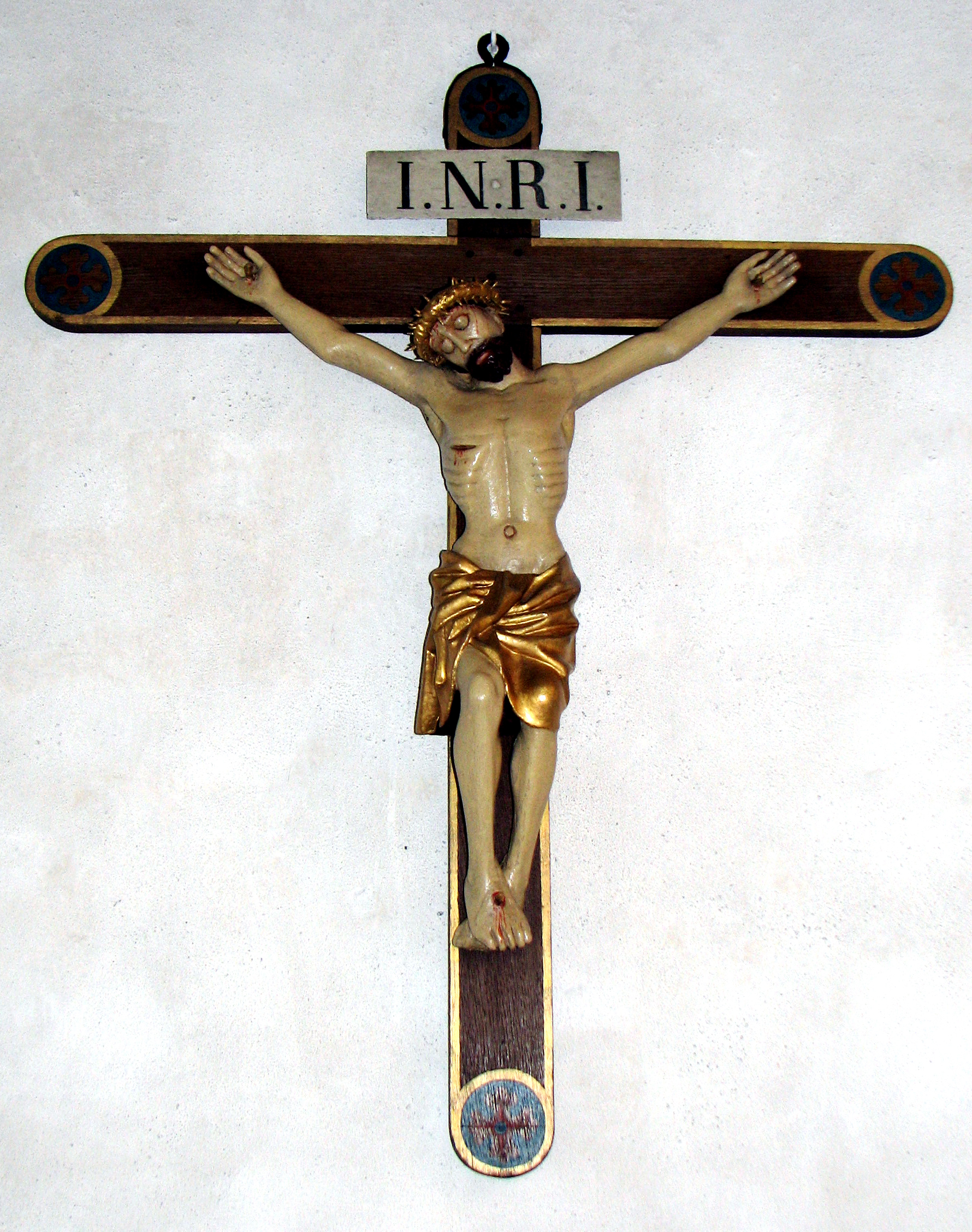
Triumphkreuz

Koordinaten: 55° 14′ 51″ N, 9° 29′ 24″ O